# Santa Sangre
Santa Sangre (spanisch für ‚Heiliges Blut‘) ist ein surrealer Horrorfilm des chilenischen Filmregisseurs Alejandro Jodorowsky aus dem Jahr 1989. Das Drehbuch schrieb Jodorowsky zusammen mit Roberto Leoni und dem Produzenten Claudio Argento.

## Handlung
Der Junge Fenix lebt mit seinen Eltern in einem Zirkus, wo er als „junger Zauberer“ auftritt. Sein Vater Orgo ist ein rabiater Amerikaner, der sich gerne dem Alkohol hingibt, seine Mutter Concha arbeitet als Trapezkünstlerin und ist fanatische Führerin der Glaubensgemeinschaft zum Heiligen Blut (Santa Sangre). Eines Tages wird ihre Kirche von Bulldozern dem Erdboden gleichgemacht, nachdem ein Monsignore die Anbetung einer armlosen Heiligen für ketzerisch befunden hat. Unterdessen lernt Fenix das taubstumme Mädchen Alma kennen, mit dem er sich anfreundet.
Während einer Zirkusaufführung erkennt die eifersüchtige Concha, wie ihr Mann mit der neuesten Zirkusattraktion, der tätowierten Frau, flirtet. Sie folgt den beiden und greift sie mit Schwefelsäure an, bevor sie miteinander schlafen können. Der wutentbrannte Orgo trennt Concha mit Wurfmessern beide Arme ab und schlitzt sich, schwer verletzt, selbst die Kehle auf. Während die tätowierte Frau mit Alma verschwindet, muss Fenix den Tod seines Vaters mit ansehen.
Gut zehn Jahre später lebt der traumatisierte Fenix in einer Nervenklinik. Bei einem Ausgang erkennt er zufällig die tätowierte Frau auf dem Straßenstrich wieder.
Zurück in seiner Zelle, wird er auf die Rufe seiner Mutter aufmerksam, die vor dem Gebäude auf ihn wartet. In derselben Nacht bekommt die tätowierte Frau in ihrer heruntergekommenen Bleibe, die sie zusammen mit Alma bewohnt, Besuch von drei Freiern. Einer von ihnen versucht, sich an Alma zu vergreifen, woraufhin ihr die Flucht gelingt. Kurze Zeit später wird die Tätowierte von einem Unbekannten (wie sich später herausstellt, ist es Fenix) durch mehrere Messerstiche niedergestreckt. Die armlose Concha tritt mittlerweile als „Concha and Her Magic Hands“ („Concha und ihre magischen Hände“) in einem Varieté auf. Fenix steht dabei hinter seiner Mutter und greift mit den Armen um sie, sodass der Eindruck entsteht, es seien ihre eigenen. Auch privat muss Fenix auf diese Weise die Hände seiner Mutter geben. So spielt er etwa für sie Klavier oder strickt. Auch lässt sie ihn einen Schrein für die Heilige von Santa Sangre bauen. Immer wieder ergreift Concha von ihrem Sohn Besitz und lässt ihn Morde an verschiedenen Frauen begehen, die sie als Konkurrenz empfindet. Fenix wird daraufhin von Albträumen geplagt und leidet unter Halluzinationen. Erst als Alma das Haus der beiden findet, kann er den Mordgelüsten seiner Mutter widerstehen und stößt stattdessen ihr ein Messer in den Leib. Concha verschwindet mit den Worten „Du wirst nie frei sein von mir. Ich bin ganz tief in deinem Inneren.“ Im Anschluss finden Fenix und Alma eine Bauchrednerpuppe, die seiner Mutter gleicht und verbrennen sie im Haus. Durch eine Rückblende erfährt der Zuschauer, dass Concha bereits gestorben war, als sie ihre Arme verloren hatte. Der Film endet mit der Einblendung zweier Bibelpsalmen:
"I stretch out my hands to thee: my soul thirsts for thee like a parched land … Teach me the way I should go for to thee I lift up my soul." (Psalms 143, 6, 8)
"Ich breite die Hände aus zu dir: Meine Seele dürstet nach dir wie lechzendes Land… Zeig mir den Weg, den ich gehen soll, denn ich erhebe meine Seele zu dir." (Psalme 143, 6, 8)

## Entstehung
Die Zirkusthematik in der ersten Hälfte des Films geht auf Jodorowskys eigene Kindheit zurück. Sein Vater hatte Kontakte zum Zirkus, was es Alejandro ermöglichte, mit Löwenjungen zu spielen und auf einem Elefanten durch die Stadt zu reiten. Die Darstellung der Schöpfungsgeschichte im Rahmen der Varietéaufführung wurde durch eine Pantomime von Marcel Marceau inspiriert, zu dessen Bewunderern sich Alejandro Jodorowsky zählt.
Santa Sangre wurde mit einem geschätzten Budget von 787.000 Dollar 1988 in Mexiko gedreht.

## Veröffentlichung
Uraufgeführt wurde der Film im Rahmen der Internationalen Filmfestspiele von Cannes 1989 in der Kategorie Un Certain Regard. In den USA war der Film im März 1990 erstmals in ausgewählten Kinos zu sehen, in Deutschland im Januar 1991.

## Rezeption
Santa Sangre erhielt bereits bei seiner Veröffentlichung ein gutes Presseecho. 
So erfasst der US-amerikanische Aggregator Rotten Tomatoes größtenteils wohlwollende Besprechungen und ordnet den Film dementsprechend als „Frisch“ ein.
Roger Ebert lobte Santa Sangre als vielseitiges Werk:

„Santa Sangre einen Horrorfilm zu nennen, wäre ungerecht gegenüber einem Film, der sich außerhalb aller Kategorien bewegt. Zusätzlich zu seinen tief reichenden Qualitäten, ist es jedoch ein Horrorfilm, einer der besten, und nach dem geduldigen Ertragen zahlloser Tote-Teenager-Filme, erinnert mich Alejandro Jodorowsky daran, dass wahrer Psycho-Horror auf der Leinwand möglich ist – Horror, Poesie, Surrealismus, psychischer Schmerz und obskurer Humor, alles auf einmal.“

Das Lexikon des internationalen Films beurteilte den Film ambivalenter und fasste ihn als „orgiastisch-sadistische Familientragödie um panische Albträume eines Kindes in südamerikanischer Zirkuswelt“ zusammen:

„Ein bewußt die Normalität ausschließendes Spiel mit spektakulärer Gewalt zwischen (Un-)Schuld, Sühne und Grausamkeit. Inszenatorisch attraktiver Ödipus-Entwurf mit plagiativ ausgestellten vielfältigen Mitteln, doch ohne künstlerischen Ernst und historisch-selbstkritische Perspektive.“

## Auszeichnungen
Der Film war bei den Saturn Awards 1991 in sieben Kategorien nominiert und konnte davon einen gewinnen. 
- Adan Jodorowsky als Bester Nachwuchsschauspieler (gewonnen)
- Bester Horrorfilm (nominiert)
- Beste Regie (nominiert)
- Beste Musik (nominiert)
- Bester Hauptdarsteller (nominiert)
- Beste Hauptdarstellerin (nominiert)
- Faviola Elenka Tapia als Bester Nachwuchsschauspieler (nominiert)

## Verschiedenes
Produzent und Co-Autor Claudio Argento ist der jüngere Bruder des italienischen Horrorregisseurs Dario Argento, an dessen filmisches Schaffen insbesondere die blutige Messermordszene in der Mitte des Films erinnert. 
Als einer der Drehorte diente das Haus des verstorbenen Regisseurs Emilio Fernández, einem anfänglichen Kritiker Jodorowskys, den er nach der Premiere seines Debütfilms Fando y Lis kennengelernt hatte. Drei von vier Söhnen Jodorowskys sind in dem Film als Schauspieler zu sehen. Während Adan den jungen Fenix spielt, verkörpert sein Bruder Axel den erwachsenen Protagonisten. Teo Jodorowsky hat einen Auftritt in einer Nebenrolle als Zuhälter.